# Orjan Sandred
Örjan Sandred (né le 15 juin 1964) est un compositeur suédois. Il est actuellement professeur associé en composition musicale à l’Université du Manitoba (Winnipeg) au Canada.

## Biographie
Sandred a étudié la composition musicale au Kungliga Musikhögskolan à Stockholm, à l’Université McGill (Montréal) et à l'IRCAM à Paris. Parmi ses professeurs figurent Sven-David Sandström, Pär Lindgren, Magnus Lindberg, Daniel Börtz, Bill Brunson et Bruce Mather.
Sandred a enseigné la composition au Kungliga Musikhögskolan à Stockholm entre 1998-2005. Il a été un professeur invité à l’IRCAM (Paris), au Conservatoire national supérieur de musique et de danse (Paris), au Bartók Szeminárium (Szombathely en Hongrie), à l'Académie Sibelius (Helsinki), à l’Université McGill (Montréal), à l'Université Harvard (Boston), au Conservatoire de musique de Shanghai, parmi d’autres.

## Compositions
Plusieurs des compositions de Sandred sont le résultat de sa quête pour trouver des nouvelles méthodes de composition. Ces méthodes utilisent des systèmes à base de règles (une sous branche de l’intelligence artificielle) pour formaliser la structure musicale.
En 2009 Sandred a sorti le CD « Cracks and Corrosion » sur le label Navona Records (ko), qui présente cinq de ses compositions.